# Emilio Barrantes
Emilio Barrantes Revoredo (Cajamarca, 26 de octubre de 1903 - Lima, 24 de julio de 2007) fue un educador y escritor peruano; autor de libros de su especialidad como de otros temas, sin embargo, con sensibilidad humanística; en algunos momentos de su vida, tuvo actuaciones connotadas y discutidas. Además fue decano de la Facultad de Educación de la Universidad Nacional Mayor de San Marcos.

## Vida y actuación
Fue alumno del Colegio Nacional San Ramón de su solar nativo. Estudió en el Instituto Pedagógico Nacional de varones de Lima, egresando con el título de normalista (sic), en 1930. Ni bien empezó  la docencia profesional, le cupo ser director del Instituto Moderno. Luego resultó dictando el curso de Historia del Perú, a los estudiantes de secundaria del Colegio Nacional Santa Isabel de Huancayo, en 1938. 
En 1941, se hizo cargo de la jefatura de la sección pedagógica de Educación Secundaria, en el Ministerio de Educación, en Lima; contribuyó en el remozamiento de los planes y programas.
En la Facultad de Educación de la UNMSM, ejerció la enseñanza en la cátedra de Pedagogía (1946-1967) siendo Decano de la misma Facultad en dos oportunidades (1956-1961 y 1964-1967).
Fue presidente de la Comisión de Reforma Educativa, durante la dictadura de Juan Velasco Alvarado, contando con el concurso de Augusto Salazar Bondy, Walter Peñaloza, César Puicón, entre otros expertos de educación. Su proyecto fue revertido durante el segundo gobierno de Fernando Belaúnde Terry, quien retornó al sistema clásico de primaria, secundaria y superior. En tales circunstamcias publicó "Comunidad y Educación" otra
Falleció a la avanzada edad de 103 años, manteniéndose lucido hasta el último momento de su vida, sus restos mortales descansan en paz en el Cementerio Parque del Recuerdo de Lurín.

## Publicaciones
- Folklore de Huancayo: investigación realizada por los alumnos de cuarto año de instrucción media. Scaramutti e hijos, 1940 - 86 páginas.
- Conceptos fundamentales sobre la educación del Indio. Instituto Indigenista Interamericano, 1944 - 54 páginas.
- La enseñanza secundaria en el Perú y la educación nueva. Empresa Gráf. Scheuch, 1946 - 193 páginas.
- Tarea que debe cumplir la educación en el Perú actual. Facultad de Educación, Universidad Nacional Mayor de San Marcos, 1954 - 17 páginas.
- La escuela humana. J. Mejía Baca, 1963 - 183 páginas.
- Pedagogía Universidad Nacional Mayor de San Marcos, 1966 - 232 páginas.
- Introducción a la pedagogía. Escuela Nueva - 197 páginas.
- Comunidad, Educación y Reforma Retablo de Papel, 1971 - 139 páginas.
- Vida en las aulas. P. L. Villanueva, Editor, 1975 - 179 páginas.
- El niño y nosotros. Ediciones Rikchay Perú, 1979 - 149 páginas.
- Perspectiva y análisis de una realidad cambiante. Centro de Estudios para el Desarrollo y la Participación, 1985 - 314 páginas.
- Historia de la educación en el Perú. Mosca Azul Editores, 1989 - 119 páginas.
- Crónica de una reforma. INPET, 1990 - 187 páginas.
- En torno a la naturaleza, la sociedad y la cultura. UNMSM, 1998 - 264 páginas. ISBN 9972460371, ISBN 9789972460371
- El Perú vivo. Universidad Nacional Federico Villarreal, 1999 - 336 páginas.
- Ensayos sobre educación peruana. Universidad Ricardo Palma. 1999 - 258 páginas.
- Un nuevo horizonte político: de la democracia representativa a la democracia directa. INC, Instituto Nacional de Cultura, 2004 - 159 páginas. ISBN 9972613119, ISBN 9789972613111
- Luz de los ojos: testimonio de vida. Fondo Editorial UNMSM, 2004 - 92 páginas ISBN 9972-46-258-7

## Reconocimientos
En 2003, se le otorgó el premio de la nación: Palmas Magisteriales en el grado de Amauta.